# 青山乡 (桂东县)
青山乡，是中华人民共和国湖南省郴州市桂东县下辖的一个乡镇级行政单位。

## 行政区划
青山乡下辖以下地区：
寨坪村、苦竹村、上游村、宋家村、罗家村和彩洞村。